# 利蘭奧林匹克

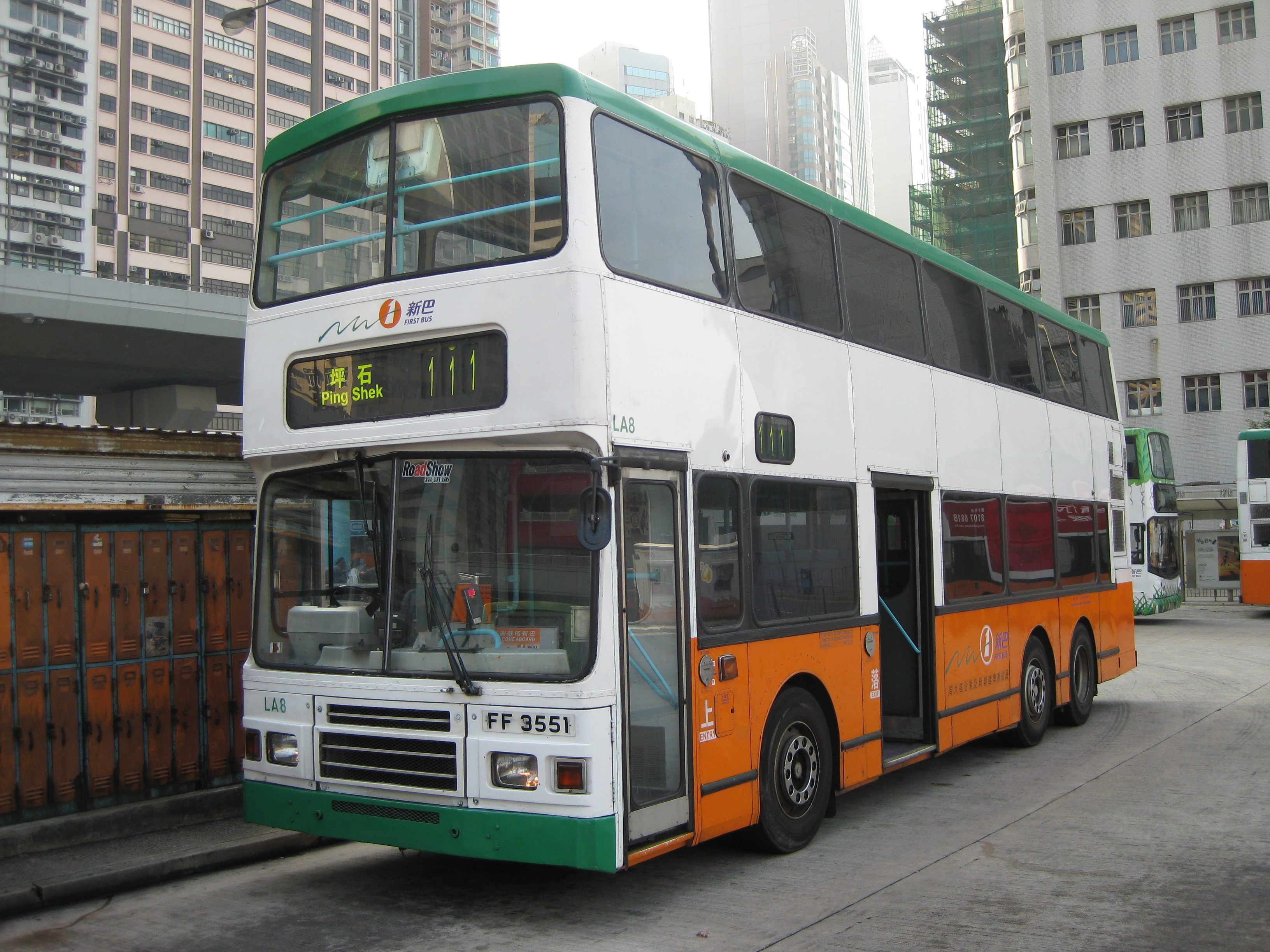
新巴的利蘭奧林比安，購自中巴

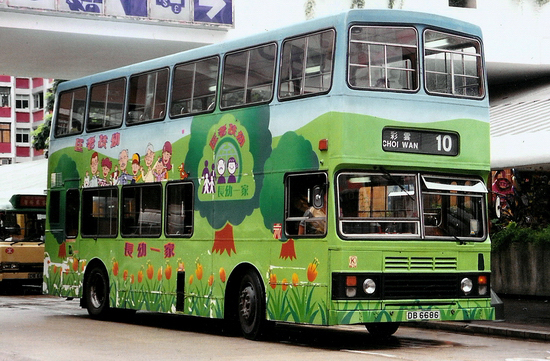
九巴的利蘭奧林比安9.5米巴士

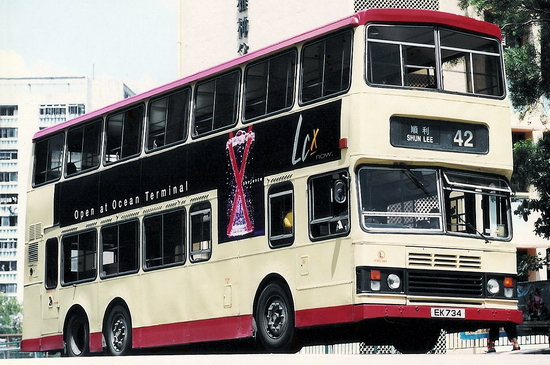
九巴的利蘭奧林比安11.3米巴士

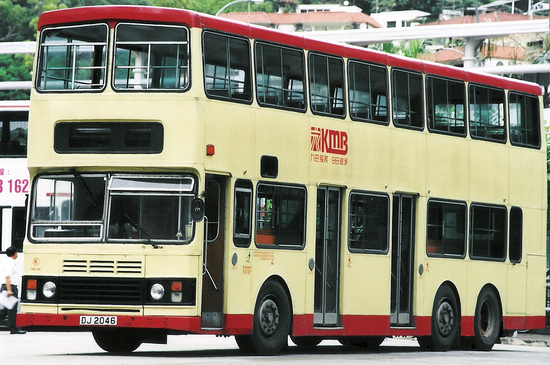
九巴的利蘭奧林比安12米巴士

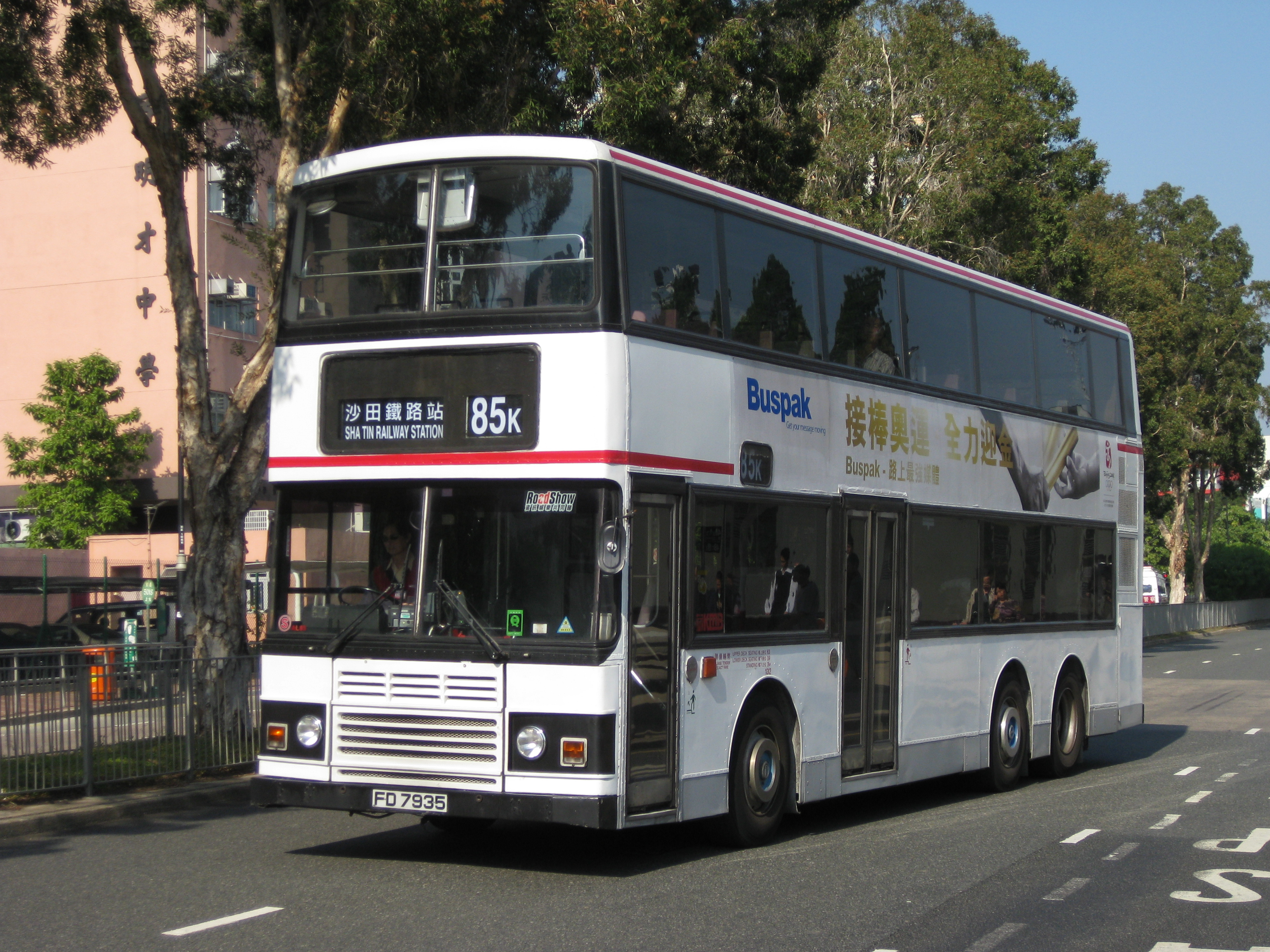
行走九龍巴士85K線的利蘭奧林比安巴士

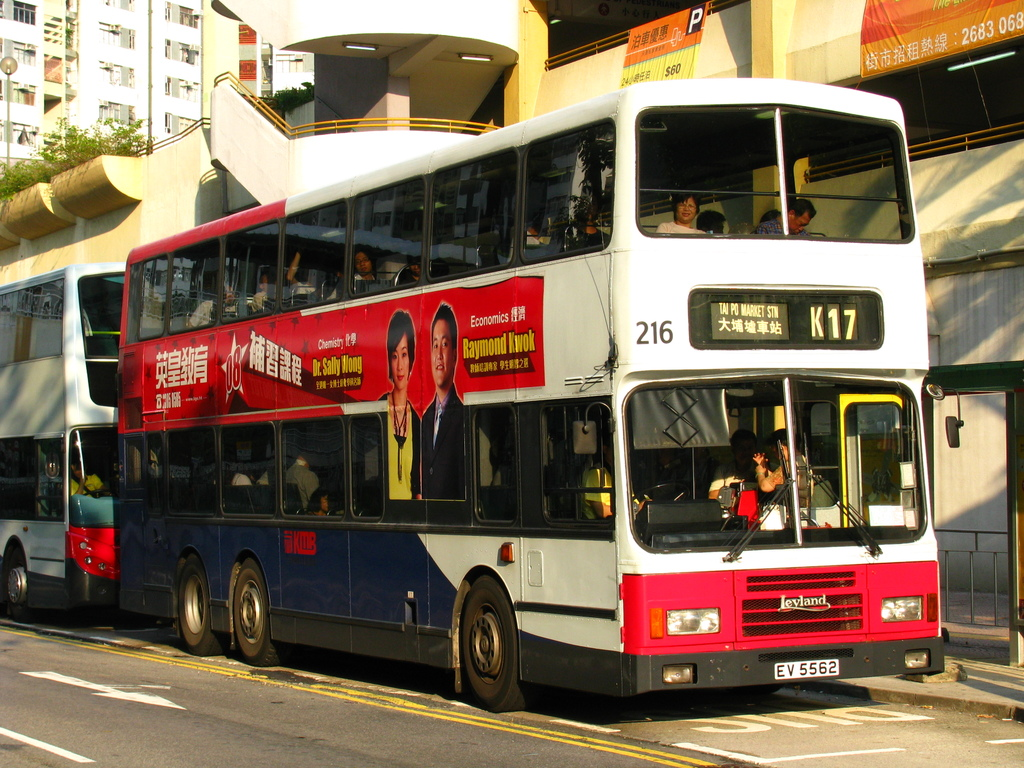
行走K17綫的利蘭奧林比安巴士

利蘭奧林比安巴士（英語：Leyland Olympian，開發代號B45），是一款英國利蘭車廠開發的後置引擎雙層巴士，於1979年面世，從1980年開始大量生產。1988年利蘭巴士併入富豪車廠後，利蘭奧林比安引入富豪車廠的組件發展為富豪奧林比安，於1993年成為本車型的後繼產品。利蘭奧林比安在英國、愛爾蘭、香港及新加坡等地都可見其蹤影。

## 背景

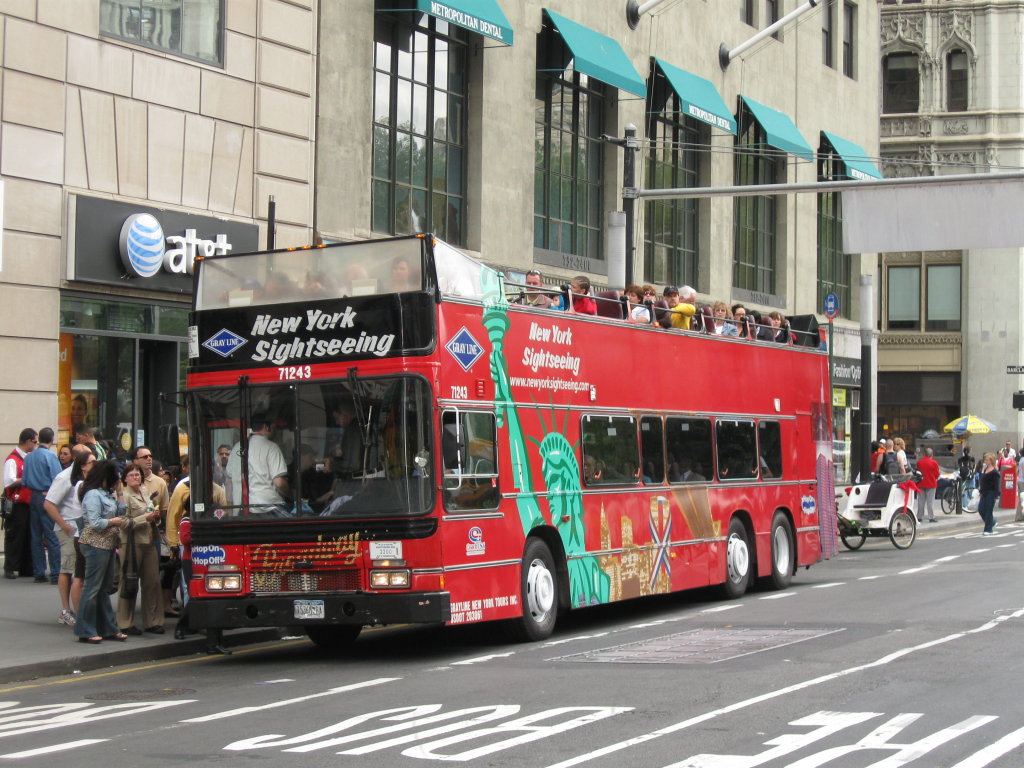
1986年製造的利蘭奧林匹克12米巴士在紐約

英國利蘭汽車為取代自1958年起量產的利蘭亞特蘭大和1968年納入集團內的利蘭珍寶，於1977年推出泰坦B15型雙層巴士，但同年都城嘉慕及丹尼士車廠分別推出新開發的都城嘉慕威曼都城巴士及丹尼士統治者型雙層巴士參與競爭，相形之下泰坦B15並沒有過人之處。於是利蘭車廠啟動代號B45的雙層巴士研發計劃，B45計劃的新車型於1979年完成首輛原型車的製作並命名為奧林比安（Olympian）。奧林比安於1980年的英國商用車展首次亮相，同年年底正式量產。

## 設計
奧林比安採用符合潮流的後置引擎設計，傳動軸無需自車頭通過地台底部以驅動位於車尾的後輪，巴士的地台高度比前置引擎巴士大為降低，有利於巴士在城市營運時，方便大量乘客的上落。雖然後置引擎有眾多優點，但引擎散熱不良長期困擾英國第一代後置引擎巴士，為改善引擎散熱的問題，奧林比安與同時期推出的第二代後置引擎巴士一樣，把散熱水箱設於有利於散熱的車頭，利用巴士前進時迎面而來的氣流幫助散熱器降溫，有效解決過往英國後置引擎巴士因為引擎散熱不良所造成的操作困擾。

### 底盤構造
奧林比安底盤採用較複雜的組合式底盤設計，整個底盤分為三個部分，分別是前軸及駕駛室部分，中部中央支架及尾軸部分（三軸版則連同中軸）。不同長度的奧林比安底盤都共用前軸及駕駛室部分，包括位於車頭的散熱水箱、駕駛設備、前軸及電池設備；中央支架提供不同長度，同時決定了車輛的軸距，最初分為4.95米（9.56米兩軸版及11.3米三軸版用）及5.64米（10.25米兩軸版及12米三軸版用），其後因應城巴需求，將4.95米的軸距再作調整，縮短為4.2米（10.4米三軸版用），也有英國買家要求把5.64米的軸距拉長為6.3米（11米兩軸版用），最後奧林匹克底盤因應不同長度及車軸數量共有四種軸距。尾軸部分包含整套動力系統的總成，除了位於引擎室的引擎及波箱外，還包括驅動尾軸的傳動軸。為減輕底盤的結構重量，底盤結構的強度被安排由車身所分擔，因此奧林比安底盤須要通過其後安裝的車身強化底盤結構的穩定性。為確保底盤在運輸時不會變形，尚未安裝車身的奧林比安底盤會於出廠時裝上臨時側架，直至底盤開始裝配車身時才會把臨時側架拆除。
底盤設備的配置方面，中央支架裝有油缸及風缸等組件，油缸的數量和大小可因應買家的要求而作出調節，例如香港九巴的非空調12米版本，為了安裝三門車身（下述），只在底盤右方安裝兩個大型油缸以應付全日運作的須要；城巴的空調10.4米版本，由於軸距不足以安裝三個油缸，故只在底盤左右兩側各設置一個油缸。至於11米版本則因為長度足夠，故裝上全部三個油缸（右邊兩個，左邊一個（設於中門後））。
奧林比安系列不論兩軸版或三軸版，都以後軸為驅動軸。奧林比安的整個動力組合位於底盤後部，包括引擎、波箱、尾牙及傳動軸。奧林比安採用下置式尾軸（dropped-centre rear axle）設計，車尾驅動軸呈U字形配置，令底盤後半部的高度較低及平坦，適合配置矮車身（4.17米）。奧林匹克底盤以其多變長度及矮身底盤設計，在英國市場甚受歡迎。
奧林比安剛推出時只有兩軸版本，提供兩種長度，分別是9.56米和10.25米。香港於1980年代初期放寬巴士的長度及車軸數量，同時限制兩條車軸的車輛負重上限為16噸。由於香港對高載客量的巴士有龐大需求，利蘭車廠為此開發專供外銷的加長三軸版本，主要客戶是香港和新加坡的巴士公司。三軸版的奧林比安巴士，其特色是中軸設有輔助轉向功能，中軸能夠借助車輪與路面的摩擦力跟隨車輛轉向，使巴士轉向的靈活性增加，同時可減低中軸輪胎在巴士轉彎時承受的摩擦力，從而延長中軸輪胎的壽命，還能減少車身因經常轉彎所承受的扭曲性損耗。奧林比安採用氣墊懸掛系統，並配用10.00R20、10R20、13R20、295/80R22.5、315/80R22.5或11R22.5的輪胎（視乎用家需要）。

### 動力系統
奧林比安系列的動力系統設計採用當時英國後置引擎巴士流行的佈局，引擎橫置於車尾的引擎室。奧林比安最初可選用利蘭自家生產的TL11渦輪增壓引擎或吉拿的6LXB自然吸氣引擎，輸出分別為250bhp及180bhp。其後可選配吉拿新開發的6LXCT渦輪增壓引擎，輸出為230bhp，還有一台兩軸奧林比安裝上5LXCT渦輪增壓引擎。利蘭車廠與美國康明斯公司簽約合作後，康明斯L10引擎也納入可選配的引擎，輸出為200bhp或245bhp，但是由於底盤無法承受過大的扭力，所以不能裝上輸出較大的L10-B282引擎，1990年代初期吉拿推出LG1200渦輪增壓引擎後亦一度安裝於奧林比安以作測試之用，但輸出由原本的270bhp調低至235bhp。由於利蘭車廠自家產製的TL11引擎表現未如理想，最終因為訂單過少，以及利蘭貨車被DAF車廠收購而結束生產線，所以大部分後期奧林比安系列巴士都選配吉拿或康明斯出產的引擎。
奧林比安系列最初配用利蘭自家開發的Hydracyclic波箱，有四前速或五前速可選，波牙比較廣或窄，及半自動及全自動版本。除了利蘭原廠產品外，奧林比安也可選用德國Voith提供的三前速或四前速波箱（四前速版本則只限選用康明斯引擎的巴士使用），而德國著名波箱供應商ZF在1987年與利蘭簽訂合約後亦有為奧林比安供應Ecomat四前速或五前速全自動波箱。尾牙差速比方面，分為3.59、3.882、4.206、4.567及4.974五種，而4.974版本只作外銷，而轉彎牙箱（angle drive）則採用右側65度，Voith波箱的比例為1.15，ZF波箱為1.03。

## 底盤編號
初版的奧林比安以B45為型號，後來改為ON（即Olympian）
例如：B45/TL11/2R（也作B45.TL11.2R）
- B45代表樣板奧林比安
- TL11代表利蘭TL11引擎
- 2代表長度選項二（選項一為9.5米，選項二為10.3米）
- R代表右軚車

例如：ONLXB/1R（ONLXB.1R，例：九巴購買的兩軸款巴士，代號BL）
- ON代表量產奧林比安
- LXB代表吉拿6LXB引擎
- 1代表長度選項一
- R代表右軚車

後來利蘭改變了型號格式—例如：ON3R56C18Z4（例：新加坡巴士公司購買的三軸奧林匹克）
- ON代表量產奧林匹克
- 3代表三軸
- R代表右軚車
- 56為軸距（單位為x100 mm），若屬三軸版本此數字代表前軸至中軸距離
- C代表康明斯引擎
- 18為引擎輸出約數（單位為x10 kW），此例為180 kW  (245 PS)
- Z4代表ZF 4HP500 4前速變速器

## 各地的利蘭奧林比安

### 英國

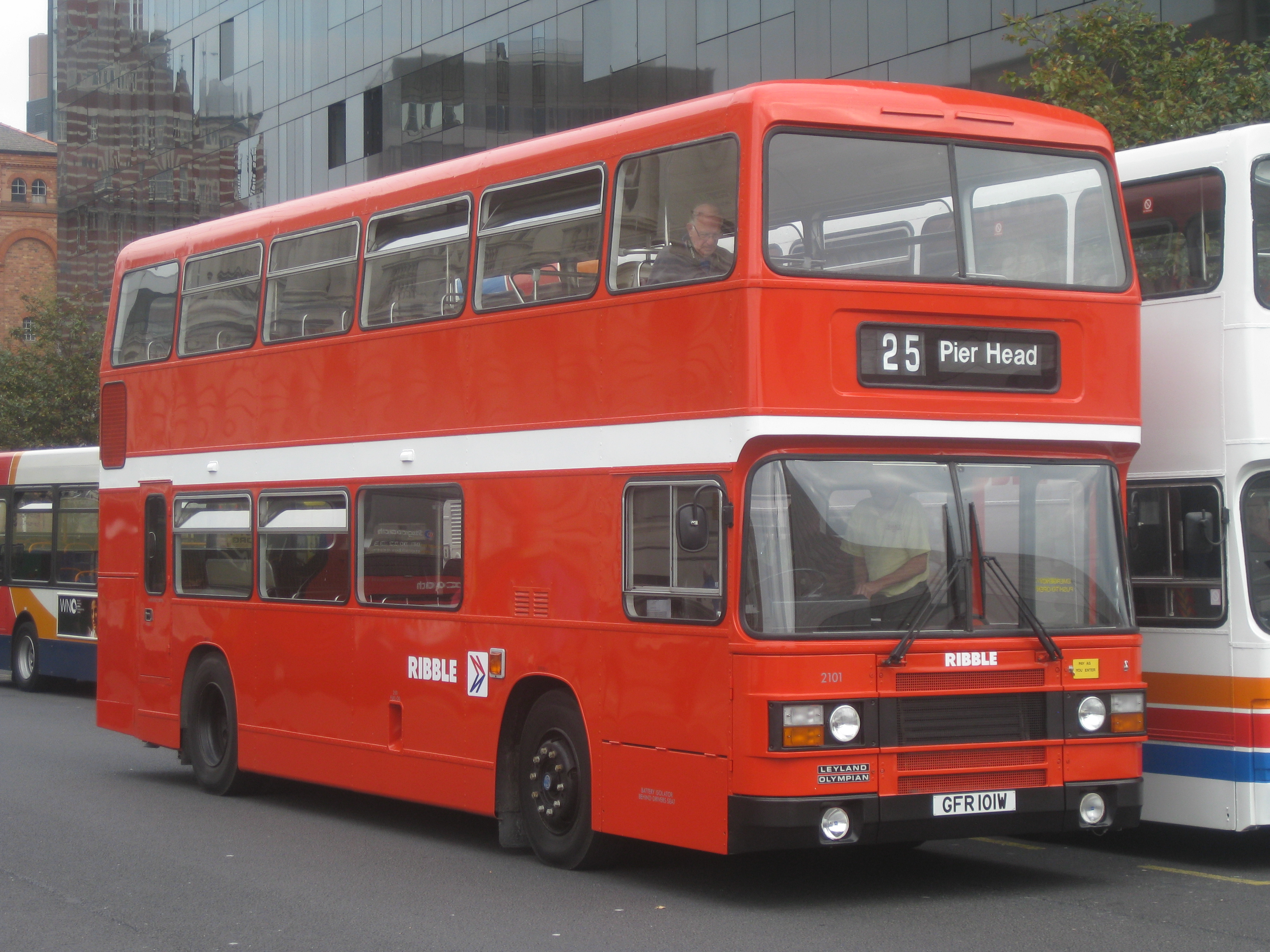
在利物浦获保留的ECW车身利兰奥林匹克巴士，披有里布尔巴士涂装

利蘭車廠製造的首輛奧林比安原型車序號為B45.01，於1979年在英國登記車牌Q246 FVT，這輛原型車採用吉拿6LXB引擎，並裝配Eastern Coach Works（ECW）的EX14型雙層巴士車身。利蘭其後再製造8輛樣版車供應予英國本土、香港及新加坡的巴士公司試用。
自1980年起，利蘭奧林匹克巴士在英國本土開始大量採用，當時雖然後置引擎巴士曾因「一人操作」巴士運作模式失敗而一度不受用家歡迎，但是利蘭奧林匹克巴士卻始終能在英國大放異彩。尤其是首都以外的城市，奧林匹克巴士都普遍被當地巴士公司採用。除了有英國本土最常見的兩軸短車身版本外，3軸11.3米版本亦有在英國本土出沒。
在英國本土，較流行的是ECW車身，有13呎8吋和14呎2吋兩款高度。這款車身在倫敦運輸局的奧林匹克巴士中，被廣泛採用。

### 香港
香港是利蘭奧林比安系列的主要使用地區，除了早期的兩軸版本外，大部分都是三軸版本，後來更率先採用配置空調的奧林比安雙層巴士。
這些奧林匹克巴士車型跟英國本土有些不同，一般車身長度有10.4米、11.3米、11.8米和12米，全部均是三軸巴士。絕大部份出口到香港的奧林匹克巴士，都是配置蘇格蘭亞歷山大車身廠供應的車身。

#### 中華巴士／新世界第一巴士
中華巴士於1981年接收2輛配置ECW車身的利蘭奧林匹克兩軸巴士，BR1總長9.5米，BR2總長10.3米。另外利蘭原本向中巴提供一輛11.8米三軸版，但中巴拒絕接收，1984年輾轉落入城巴。直到1991年以後，中巴才買入25輛11.3米的利蘭奧林匹克三軸空調巴士，編號為LA1-25。至1993年中巴買入10輛非空調版本的11.3米利蘭奧林匹克三軸巴士，編號為LM1-10。
中巴的35輛利蘭奧林匹克三軸巴士於1998年中巴專營權結束後被新世界第一巴士購入，10輛11.3米利蘭奧林匹克3軸非空調巴士（LM1-10）已於2000年初退役，在香港完成改裝及翻新工程後，運返英國Firstbus服役。返回英國的前LM當中5輛，已於2009年中旬除牌退役，據悉其中最少2輛已在Barnsley拆卸；而5輛11.3米的三軸空調巴士（LA1-5）已於2008年3月至11月正式退役，而其餘的20輛（LA6-25）原訂於2010年第一季前退役，後來延遲至2009年11月至2010年10月全數退役。
新世界第一巴士最後一輛的利蘭奧林匹克3軸巴士（LA21，香港車輛註冊編號FH5136）已於2010年10月19日全數退役，其後與另外2輛同款巴士（LA7及LA9）被改裝為訓練巴士。除了LA7、LA9和LA21之外，所有同款巴士已被售往廢車場拆毀。

#### 九龍巴士

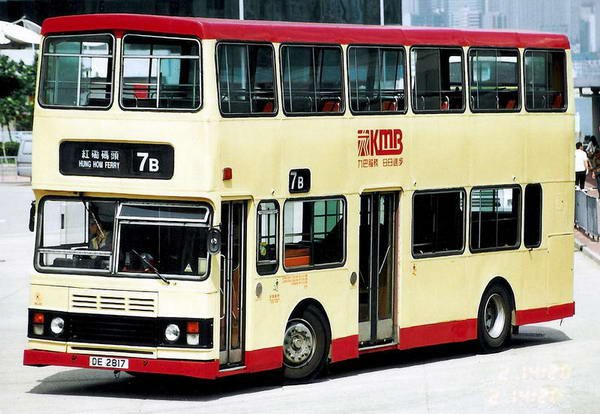
九龍巴士於1983至1986年間購入120輛9.5米兩軸巴士

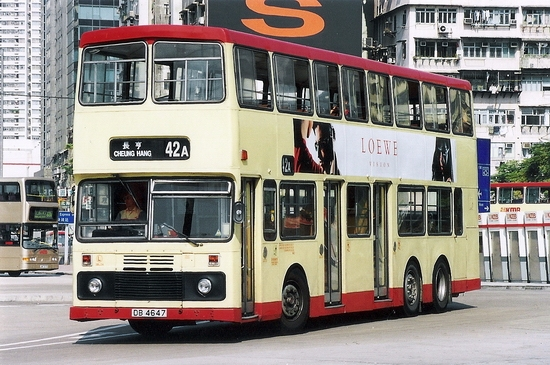
12米三軸巴士

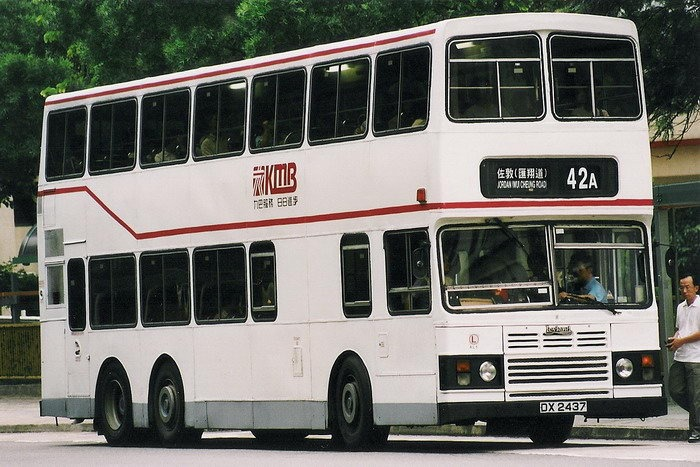
1988年，九龍巴士接收了由利蘭車廠研發的全球首輛以主引擎驅動空調系統而取得成功的空調雙層巴士，後來被加上編號AL1

九龍巴士於1981年引進3輛10.3米利蘭奧林匹克兩軸巴士（BL1-3），並於1982年引進1輛11.8米利蘭奧林匹克三軸巴士（3BL1），這4輛樣辦巴士均配置ECW車身。
1983年起，九龍巴士開始購買利蘭奧林匹克巴士。九龍巴士於1983至1986年間購入120輛9.5米兩軸巴士（BL4-123）及162輛11.8-12米三軸巴士（3BL2-163），全數配置吉拿6LXB/6LXCT引擎及亞歷山大車身。其中9.5米BL主要行走過海隧道線（101、102、104、105、106、110、111、112、114等等），也有相當數目是服務新界的新市鎮路線，如沙田、元朗等等。而3BL則主要行走過海隧道線，也有部分是行走新市鎮路線如沙田及將軍澳等。針對過海路線的龐大客量，3BL更設有3扇車門，即1扇上車門和2扇落車門，及編排較多的企位，令全車載客量高達164名。
九龍巴士於1986至1994年間購入470輛11.3米利蘭奧林匹克非空調三軸巴士（S3BL），這些巴士主要是行走來往新界至市區的巴士線。如沙田、屯門、大埔，不少對外線都是以這款巴士作為主要車款。
1988年，九龍巴士接收了由利蘭車廠研發的全球首輛以主引擎驅動空調系統而取得成功的空調雙層巴士（11.3米，車牌DX2437，後來被加上編號AL1，已於2005年8月19日正式退役，其後被九龍巴士收藏於荔枝角車廠），奠定了日後空調巴士在香港的地位。其車咀因為容易拆除及改良了散熱問題，所以部份BL、3BL（包括所有ECW車身）和頭批S3BL獲更換此車咀。1990年至93年間，九龍巴士購入了149輛同類型巴士（全部是11.3米）。其中車隊編號AL27（車牌ET1852）及AL118（車牌FF1819）的2輛巴士因火災燒燬，其後重建車身後重新投入服務。AL27裝上第一批跟富豪奧林匹克11.3米（AV）一樣的車身，AL118則裝上第三批跟富豪奧林匹克11.3米一樣的車身，坐位編排亦改為2+2方式，令其擁有「富豪身利蘭心」的稱號（已退役）。
九龍巴士第一輛退役的利蘭奧林匹克為S3BL46，於1991年3月25日發生交通意外後報廢。配置ECW車身的3BL1和BL1-3分別於1997年和1999年退役。自2000年起，九龍巴士利蘭奧林匹克大量退役（部份改為訓練巴士），9.5米兩軸巴士已於2002年除夕全數退役，12米三軸巴士已於2003年春季全數退役，而最後2輛11.3米三軸非空調巴士最終在2011年10月28日正式除牌退役，象徵香港境內所有利蘭奧林匹克專利巴士已退出載客行列。
因應香港巴士業經營環境有變，九龍巴士要求運輸署批准旗下空調巴士延長服役時間（法例下所有專利巴士車齡達17年時，行車證到期後便需要退役，後來車齡上限放寬至不超過18年），以減低營運成本，當中AL22-41連同原定於2004年末配合大檢而退役的AL2-21於2007年末開始待廠，等候批准。最後只有2輛（編號AL40-41）可以續牌（已於2009年5月8日除牌退役），6輛（編號AL23、AL27、AL32、AL37、AL38及AL39）改裝為訓練巴士，而AL2-20、AL30延至2008年10月16日除牌退役，AL22、AL24-26、AL28、AL29、AL31、AL33、AL35、AL36延至2008年10月29日除牌退役，另有7輛（編號AL43、AL50、AL56、AL59、AL65、AL72及AL75）亦以17年車齡正式退役。AL102因在2008年2月22日行走73X線時，發生交通意外而嚴重損毀，同年3月6日直接退役；AL112及AL135因撞車而提早在2008年8月28日及2009年11月3日直接退役；AL135在2009年行走70X線時，於獅子山隧道公路發生交通意外而嚴重損毀，同年6月21日提早退役。
剩下的利蘭奧林匹克空調巴士大部分則改行新界的區內線（如70K、71A、78K、275）。最後一輛利蘭奧林匹克空調巴士也於2011年6月21日全數退役，即九龍巴士已經沒有利蘭奧林匹克空調巴士在服役（不包括服役中的訓練巴士）。
部分車輛退役後去向，九龍巴士其中2輛9.5米1985年雙軸巴士（編號BL66/DE3271、BL79/DE3104）、2輛12米三軸巴士（編號分別為1983年的3BL3/DA837及1985年的3BL126/DH9145，其中3BL3原為訓練巴士）及一輛1989年11.3米三軸巴士（S3BL382/EH4145）於退役後分別被香港及澳洲巴士迷購入保存。其中BL66/DE3271已於2009年6月連同一輛1985年平治O305巴士（ME30/DG5344）被運到澳洲；九龍巴士也保留了第一部試驗成功的空調巴士AL1（DX2437）。

#### 城巴
城巴成立初期是非專利巴士公司，主力購置源自英國的二手雙層巴士，直到1980年代中期開始引入雙層空調巴士後，才正式採用新造的巴士。
城巴於1985年引入3輛配ECW車身的11.8-12米3軸利蘭奧林匹克空調客車（編號C51-53，後改為102-104），其中C51/102為利蘭原本向中巴提供的樣板車，但中巴拒絕接收，故此利蘭將之改裝成空調客車並售予城巴，其車身高度僅4.16米，設71個座位，空調機由Stone International提供；後兩輛（C52/103、C53/104）車高則達到4.32米，設77個座位。1987年再引入1輛同型號客車（編號C61，後改為105），全數服務跨境巴士路線。
1987年至1991年城巴先後購入8輛二手兩軸利蘭奧林匹克巴士（編號C101、L55-60、61，後分別改為7、12、14-19；7和19配置ECW車身，其餘配置Roe車身），其中1輛配以客車規格的巴士（編號C101）曾被城巴加上空調系統，服務跨境巴士路線。其中編號7、14-15、17-18的巴士於1990年代改為開蓬巴士，12和16則改為訓練巴士，19則於1990年代末期，改為員工接送巴士，不可接載一般乘客。

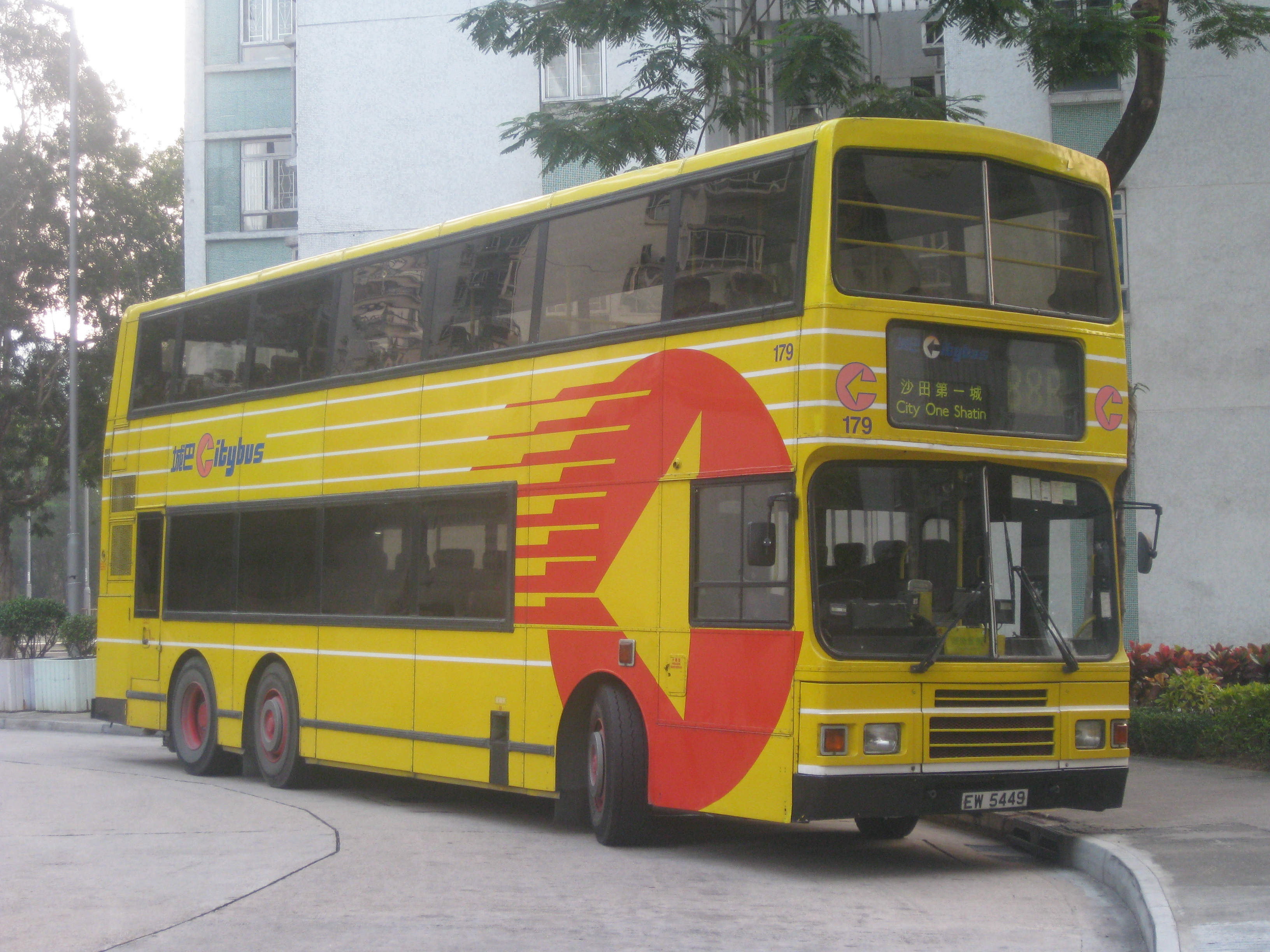
披有復刻版城巴「大食鬼」塗裝的179在沙田第一城總站

1989年至1993年間，城巴共購入99輛11米三軸利蘭奧林匹克空調客車（編號106-204）、34輛10.4米三軸利蘭奧林匹克空調客車（編號205-238）及11輛12米三軸利蘭奧林匹克空調客車（編號330-340），全數配置亞歷山大車身，並只設有一扇車門。它們主力行走一些非專利路線（如香港海洋公園專線、沙田第一城以及嘉湖山莊穿梭巴士）及跨境巴士路線，以及港島區路線12A（城巴在部分車輛車尾加設路線牌箱，以顯示12A，但後來被封掉）。編號106-179只有車頭設有路線編號顯示器，後來才陸續在左邊車身及車尾加設；編號180-204的巴士則於新車投入服務時已在車尾加設路線顯示器。12米客車中，330-333設有94座，不設行李架，334-340則因初期行駛香港至深圳機場跨境路線的需要，在下層設有大型行李架，座位數減為82；331在交付城巴前更一度於倫敦東南的Selkent巴士公司短暫行駛。
城巴於大量購入利蘭奧林比安空調客車的同時，亦曾經構思15米長的四軸版，並由亞歷山大車身公司提供草圖和模型作為參考之用，但由於法規以及技術所限而未有成真，惟設計方案被城巴保存至今。
111-117於2002-03年間租予九鐵，行駛臨時巴士線505（已於2003年8月尾停駛）及506。190-192及205分別於2006年及2008年改為開蓬巴士。另外城巴的1輛於1992年12月25日焚燬的11米三軸利蘭奧林匹克空調客車（編號122）被加長至12米及換上新的亞歷山大雙門車身，車隊編號改為341。222-225於2004年1月改為行走非專利路線或出租用途；221於2008年改為開蓬巴士。
城巴於1997年及2001年從中華電力引入其中5輛單門版本利蘭奧林匹克12米空調巴士。
城巴其中3輛利蘭奧林匹克11米空調客車（編號120、124及129）於1992年12月25日焚燬報廢，而城巴亦自2000年起陸續淘汰利蘭奧林匹克巴士。城巴4輛配ECW車身的空調客車及7輛二手兩軸巴士（編號7、12、14-18）已經全數退役（7的車牌EB1030被套用在一輛跨境旅遊車上），其中編號102及105的客車已運返英國作私人收藏。106-204，其中55輛於2003年10月至2005年7月間轉售英國Stagecoach，大多被調派行走當時新開辦的Megabus客車路線，留在香港繼續服役的1989年至1990年領牌的一批（106-128），先後於2009年至2011年間直接退役，另有3輛10.4米3軸空調巴士（編號206-207、227）於2004年8月轉售英國其他巴士公司服務。10.4米版本已於2011年8月前全數退役，由新購入的亞歷山大丹尼士Enviro 400取代，當中220及226被改裝為訓練巴士，其餘已被售往廢車場拆毀。

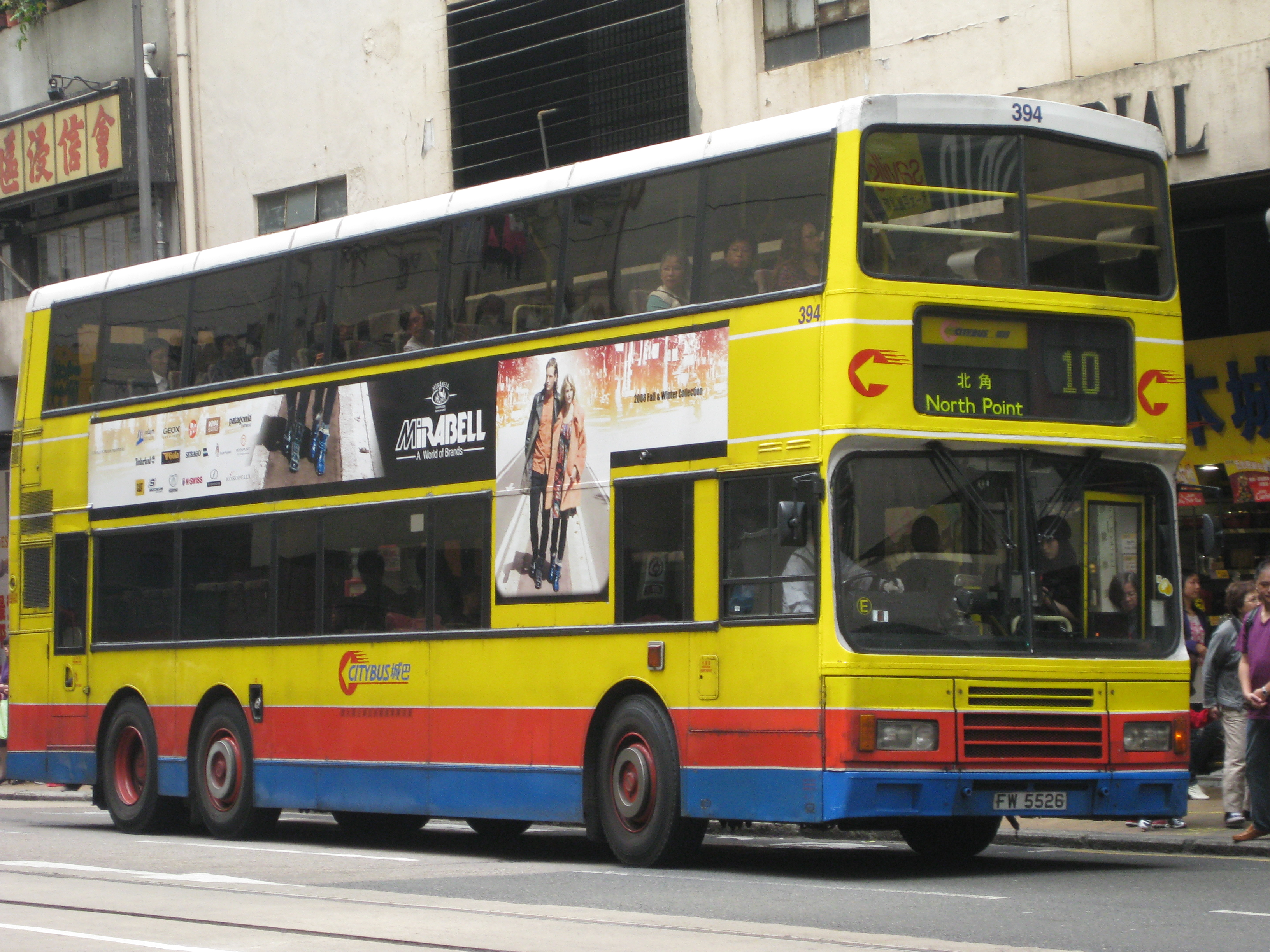
行走城巴10線的12米三軸利蘭奧林匹克（394）

1992年10月，城巴投得中巴被政府收回的26條專利巴士路線並於1993年9月1日營運，因此城巴從多個渠道購入新舊巴士，首批新巴士為54輛12米三軸利蘭奧林匹克空調巴士（編號342-395），採用雙門設計，於1993年7月6日起出牌，主要行走來往中西區、灣仔區、南區等路線。之後的新巴士訂單就由富豪奧林匹克接力。
2006年1月14日，6輛12米3軸空調巴士（345、378、381、385、386、387）轉售往英國。342-344、346-377、379-380、382-384、388-395已陸續於2009年4月20日至2015年12月29日直接退役，由新購入的亞歷山大丹尼士Enviro 500（編號8110-8204）取代；編號344、353、357、383、384、388、391、393轉投非專利車隊，以取代年事已高的1990年單門利蘭奧林匹克巴士（118-128），350被改裝為訓練巴士，其餘的已於2010年12月前全部退役。
因應政府資助更換歐盟前期商業車輛的計劃（本型號的巴士全配歐盟前期引擎），部分配置歐盟2型D10A引擎的富豪奧林匹克（包括11米版及12米版），在2014年起被調到非專利部，以取代非專利車隊旗下的此型號巴士。象徵所有利蘭奧林比安在香港的服務34年正式劃上句號。
2022年11月下旬，維修人員將一部置於西九龍車廠內一直作雜物倉之用的11米版本（178／EV6091）駛至維修棚，並於12月初重新安裝地點攪牌。據稱城巴有意修復此巴士。
- 城巴10.4米利蘭奧林匹克
- 城巴11.3米利蘭奧林匹克（圓角窗）
- 城巴11.3米利蘭奧林匹克（方角窗）
- 城巴12米利蘭奧林匹克（非專利部）
- 城巴12米利蘭奧林匹克（專利部）

#### 九廣鐵路公司／港鐵公司
九廣鐵路公司於1990年至1991年間購置了共24輛利蘭奧林匹克11.3米空調巴士（201-224），全屬雙門及圓窗框設計，用作行走九廣東鐵接駁巴士線；兩鐵合併後，這些巴士均租予港鐵公司使用。全數24輛港鐵利蘭奧林匹克11米空調巴士均已於2008至2009年退役並出售，由新購入的亞歷山大丹尼士Enviro 500（801-824）取代。部分巴士退役後轉售至韓國等地。

#### 中華電力

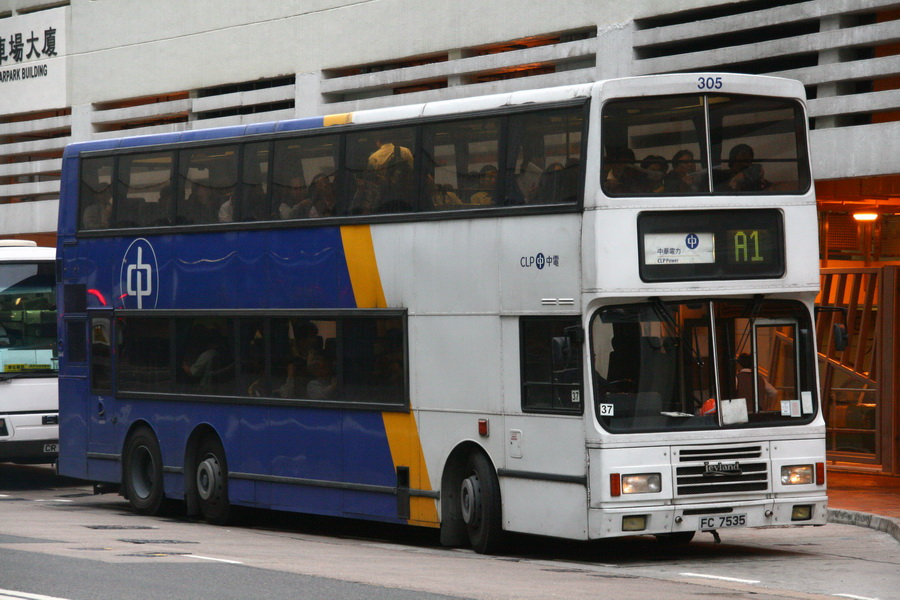
中華電力的利蘭奧林匹克

中華電力（現稱中電集團）於1992年引入15輛單門版本利蘭奧林匹克12米空調巴士（車隊編號300-314）作員工巴士用途，其中5輛巴士於1997年（編號301、306、310、312）及2001年（編號304）轉投城巴非專利巴士車隊，1輛巴士（編號308）於2001年轉售非專利巴士公司風彩旅運（2006年再轉售英國），1輛巴士（編號314）於2005年轉售英國、2輛巴士（編號302、313）於2009年轉售英國，而餘下的6輛巴士有5輛（編號300、303、305、307、309）於2009年退役並轉售英國，由新購入的亞歷山大丹尼士Enviro 500（編號317-321）取代，最後1輛巴士（編號311）於2011年5月退役後，一度獲私人保留，惟後來被賣到一拆車場暫時存放。

#### 百勝旅運
百勝旅運於1996年從英國Ensignbus購入兩輛兩軸利蘭奧林匹克開篷巴士（車牌：G124YEV、G127YEV），作觀光和租賃之用，這兩輛巴士於付運香港前被換上康明斯引擎。
因應政府資助更換歐盟前期商業車輛的計劃，兩車已被新購入的猛獅A95取代。

### 新加坡

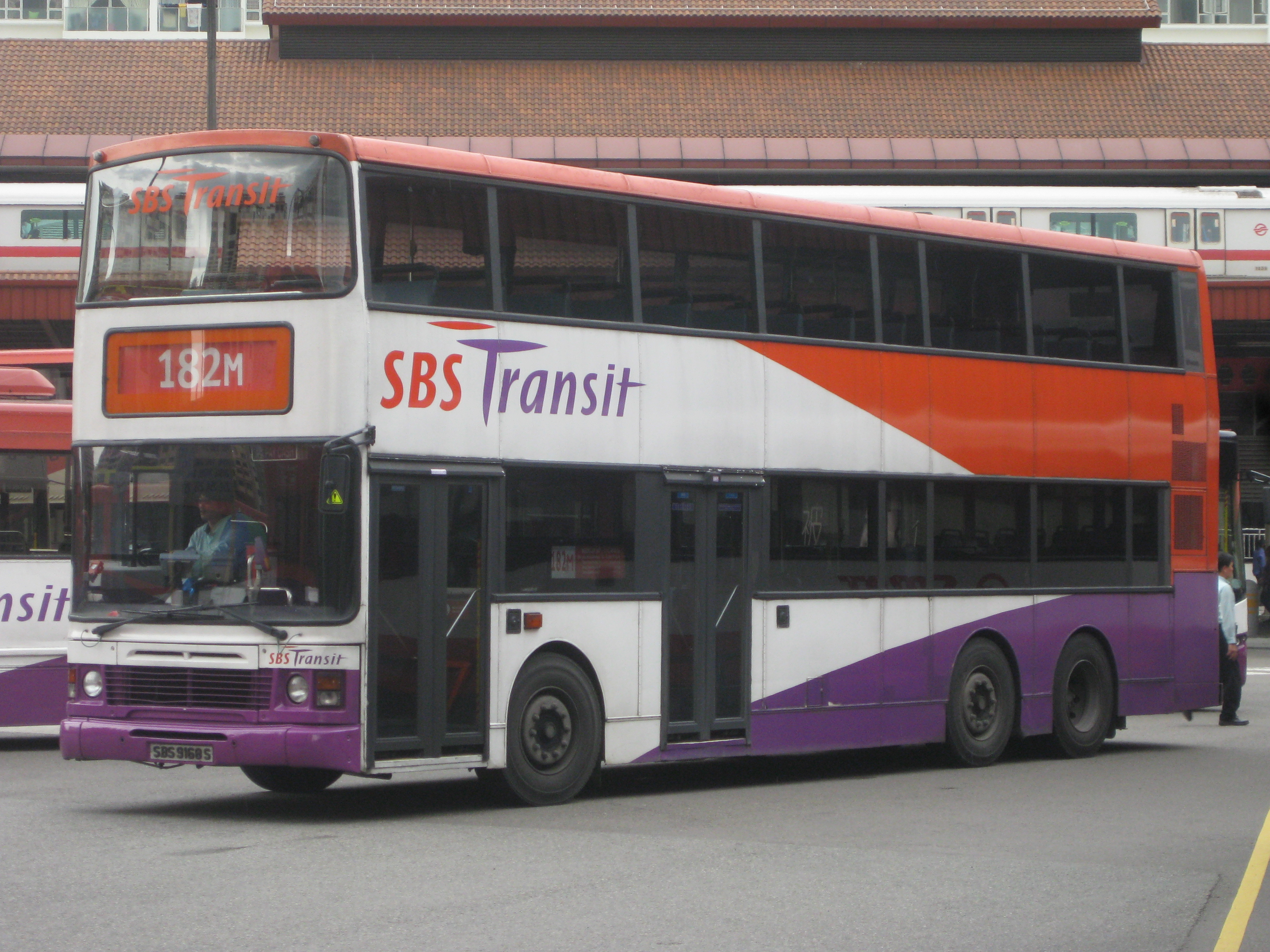
新捷運的利蘭奧林匹克巴士

新加坡巴士公司（現稱新捷運）早於1980年已引入1輛10.3米兩軸利蘭奧林匹克非空調巴士作試驗行駛，1986至1988年間新加坡巴士公司共引入200輛10.3米兩軸利蘭奧林匹克非空調巴士，並於1993至1994年間引入200輛12米3軸利蘭奧林匹克空調巴士。200輛10.3米兩軸利蘭奧林匹克非空調巴士已全數退役，只有2輛被轉售，其餘的被拆毀；而200輛12米3軸利蘭奧林匹克空調巴士亦已全數退役，其中2輛（車牌號碼：SBS9174Z、SBS9188J）於2010年3月在火警中嚴重焚毀提早退役。
样板车型号为B45/TL11/2R（也编为B45.TL11.2R），两轴版型号一律为ONTL11.2R，三轴版型号一律为ON3R56C18Z4。

### 台灣
1989年，有兩輛特別配置的利蘭奧林匹克11米三軸雙層巴士被運往台灣。這兩輛裝配亞歷山大車身的雙層巴士大致按香港九龍巴士的非空調版本設計；上層車廂只有在樓梯扶手設下車鐘，下層配用長條形膠帶按鐘，先後在台北市及台中市進行路面測試，並且曾經以試驗性質載客。雖然試驗結果認為該車在運載能力及減低營運成本方面有優勢，但因為不適應台灣的路面環境，包括天橋過矮、馬路上有大量懸空的天線桿橫跨、路邊招牌過多等因素，導致行車大受限制，測試最後宣告失敗。在台北的時期，曾行走北市74線及北市505線，而在台中則行走來往台中火車站及台中縣大雅鄉的第六路公車。
這兩輛在台灣被放棄採用的雙層巴士，後來獲香港的城巴購入，並於1996年運往香港，後來其中1輛巴士RH/2688-1，抵達香港後不久在城巴位於火炭的車場拆毀。另一輛RH/2688-2，在拆除引擎、波箱和車軸等主組件後，從1997年開始成為城巴鴨脷洲車廠的員工休息室，直至2007年鴨脷洲車廠的用地交還政府後才被拖走，最後於2009年2月拆解。

### 北美

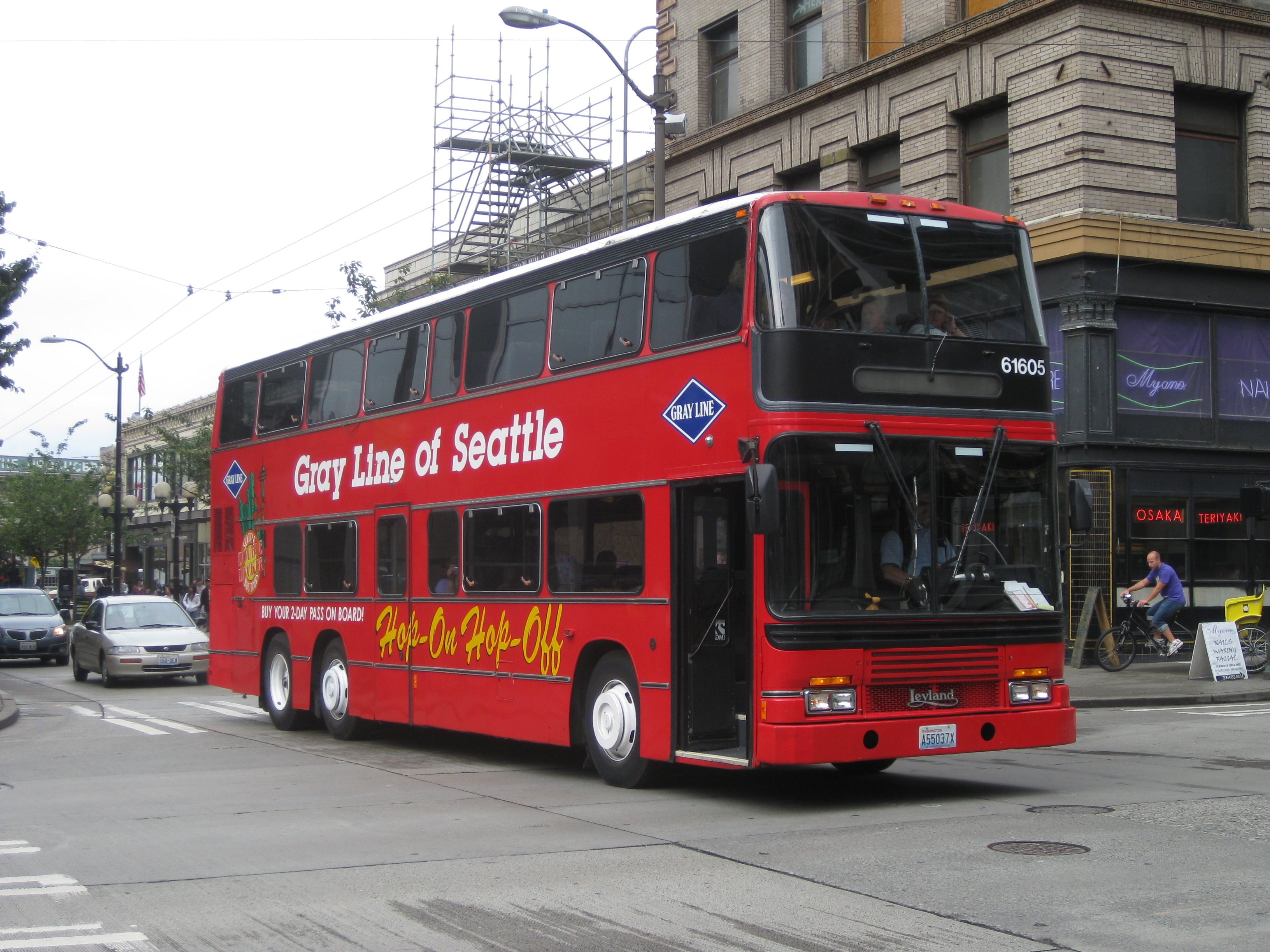
在西雅图行驶的ECW车身利兰奥林匹克左舵客车

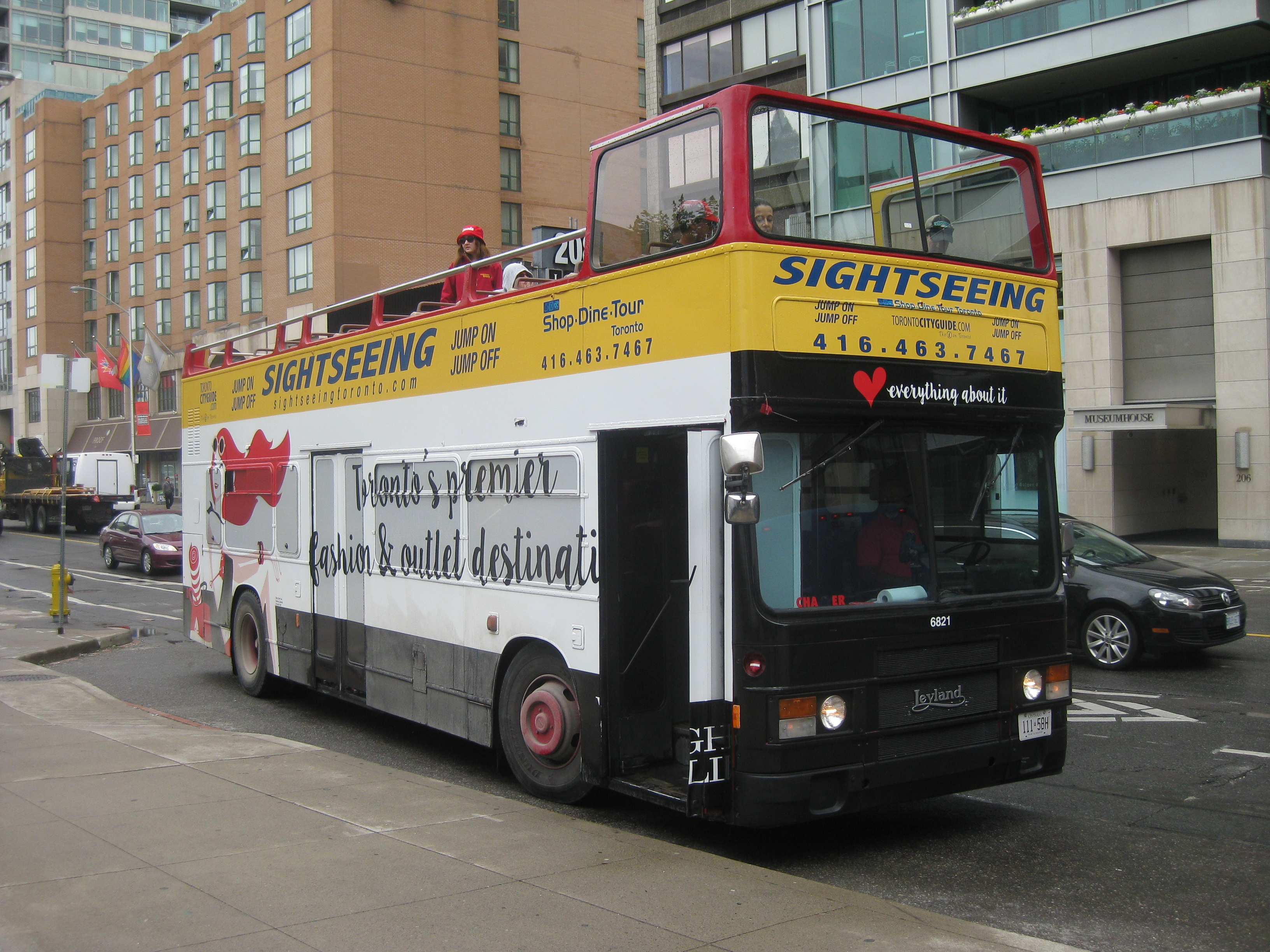
在多伦多的利兰奥林匹克敞篷巴士

1984年，一辆配有ECW车身的左舵利兰奥林匹克被运往美国试验，该车后来被运往加拿大，行驶1986年世界博覽會穿梭巴士，其后先后辗转维多利亚錦倫旅運和布兰普顿公共交通公司，2016年在多伦多被改为敞篷巴士。
1986年，旧金山錦倫旅運引进10台配ECW车身的利兰奥林匹克空调客车，后来其中七辆转赴纽约，三辆转往西雅图。在西雅图的三辆奥林匹克型于2015年更换底特律柴油发动机后，在旧金山重新投入运营。

## 收購
1988年利蘭巴士部被富豪巴士收購，但直到1993年所有利蘭奧林匹克巴士的訂單完成後才關閉位於Workington的利蘭巴士生產線。後來，奧林匹克巴士被富豪車廠所改良，加入富豪車廠自家的組件，成為富豪奧林匹克巴士（Volvo Olympian）。

## 外部連結
- 香港巴士大典上的相关条目：利蘭奧林比安